# Ichthyofobi
Ichthyofobi er en fobi der drejer sig om en irrationel frygt for fisk. Man frygter lugten, synet og fornemmelsen af fisk. Havvand, fjordvand og andet vand hvori fisk lever, skaber panik. Selve ordene havvand, fjordvand osv. kan på visse mennesker virke uhyggelige i sig selv. 
Man frygter ikke fisken som sådan. Man ved godt at fisken er harmløs og absolut intet kan gøre, men stadig frygter man at komme i nærheden af en. Frygten for fisk er dog ikke blot noget man kommer i kontakt med ved havnen, stranden etc. 
I supermarkedet – lugten af fisk, synet af fisk i kølediske – i film hvori fisk eller havvand/fjordvand indgår, bliver man ramt af en lammende angst. Selv i samtaler kan enkelte ord skabe billeder af fisk eller havvand i personens hoved. 
Frygten bunder muligvis i en latent angst for at miste kontrollen, da man jo som bekendt ikke kan kontrollere en fisk.